# Zyxomma petiolatum
Zyxomma petiolatum är en trollsländeart som beskrevs av Jules Pièrre Rambur 1842. Zyxomma petiolatum ingår i släktet Zyxomma och familjen segeltrollsländor. IUCN kategoriserar arten globalt som livskraftig. Inga underarter finns listade i Catalogue of Life.